# Nonnenastrild
Der Nonnenastrild (Estrilda nonnula), auch Weißbrüstiger Kappenastrild oder Weißbrüstiges Schwarzköpfchen genannt, ist eine afrikanische Art aus der Familie der Prachtfinken. Es werden drei Unterarten für diese Art unterschieden: (Estrilda nonnula nonnula); (Estrilda nonnula elizae); (Estrilda nonnula eisentrauti).

## Beschreibung
Nonnenastrilde erreichen eine Körperlänge von 10,5 Zentimeter. Sie wiegen zwischen 6,5 und 9 Gramm. Die Männchen haben schwarze Zügel, eine schwarze Augenumgebung und einen schwarzen Oberkopf. Der Oberrücken, die Flügeldecken und die Armschwingen sind hell aschgrau. Ähnlich wie beim Kappenastrild sind die Armschwingen fein schwarz quergebändert. Der Bürzel und die Oberschwanzdecken sind leuchtend rot. Auch die Körperseiten sind rot, wenn auch weniger ausgedehnt wie beim Kappenastrild. Das Kinn, die Kehle und die Kopfseiten sind weiß. Die übrige Körperunterseite ist je nach Unterart weiß bis weißlich grau. Die Augen sind braun. Der Schnabel ist schwarz mit einem roten Streif an jeder Seite des Oberschnabels und einem roten Flecken an der Wurzel des Unterschnabels.
Die Weibchen unterscheiden sich nur unwesentlich von den Männchen. Die Grundfarbe auf der Körperoberseite ist etwas braungrauer. Die Querbänderung ist außerdem brauner und feiner als beim Männchen. Jungvögeln fehlt noch die dunkle Querwellung.

## Verbreitung und Lebensweise
Das Verbreitungsgebiet des Nonnenastrilds reicht von Benin und dem Osten Nigerias bis zum Westen Kenias, dem Kamerunberg und dem Süden und Landesinneren Kameruns bis Gabun. Sie kommen auch in der Hochlandregion im Osten der Demokratischen Republik Kongo vor. Ihr Verbreitungsgebiet reicht dort vom Albertsee bis zum vom nordwestlichen Ufer des Tanganjikasee und über Ruanda bis zum Westufer des Victoriasees. In Uganda, Ruanda und Burundi überschneidet sich das Verbreitungsgebiet mit dem des Schwarzkappenastrilds.
Der Nonnenastrild ist sehr anpassungsfähig und bewohnt eine Reihe sehr unterschiedlicher Biotope. Er kommt sowohl in mit Bäumen und Büschen durchwachsener Savanne, stellenweise auch auf kahlen Hochflächen, in Napiergras- und Bambusbeständen, in Unkrautfluren, an Waldesrändern und auf grasbestandenen Waldlichtungen vor. Er hat sich auch menschlichen Siedlungsraum erschlossen und kommt in Gärten und auf Feldern vor. Er kommt am Kamerunberg bis in Höhenlagen von 3.000 Metern vor. In Ostafrika ist seine Höhenverbreitung generell geringer.
Nonnenastrilde sind sehr gesellige Vögel und leben nach der Brutzeit in Schwärmen. Gelegentlich finden sie sich zu Tausenden in reifen Getreidefeldern ein. Fliegende Insekten erbeuten sie auch im Flug. Ihre Nahrung ist jedoch von einjährigen Gräsern und darunter vor allem Borstenhirsen dominiert. Die Brutzeit variiert in Abhängigkeit vom Verbreitungsgebiet und fällt allgemein auf das Ende der Regenzeit. Das Nest wird gut versteckt in kleinen Bäumen, Büschen und Hecken errichtet. Wie bei einer Reihe anderer afrikanischer Prachtfinken befindet sich über dem eigentlichen Nest häufig ein Hahnennest. Das Gelege besteht aus drei bis sechs weißen Eiern.

## Haltung

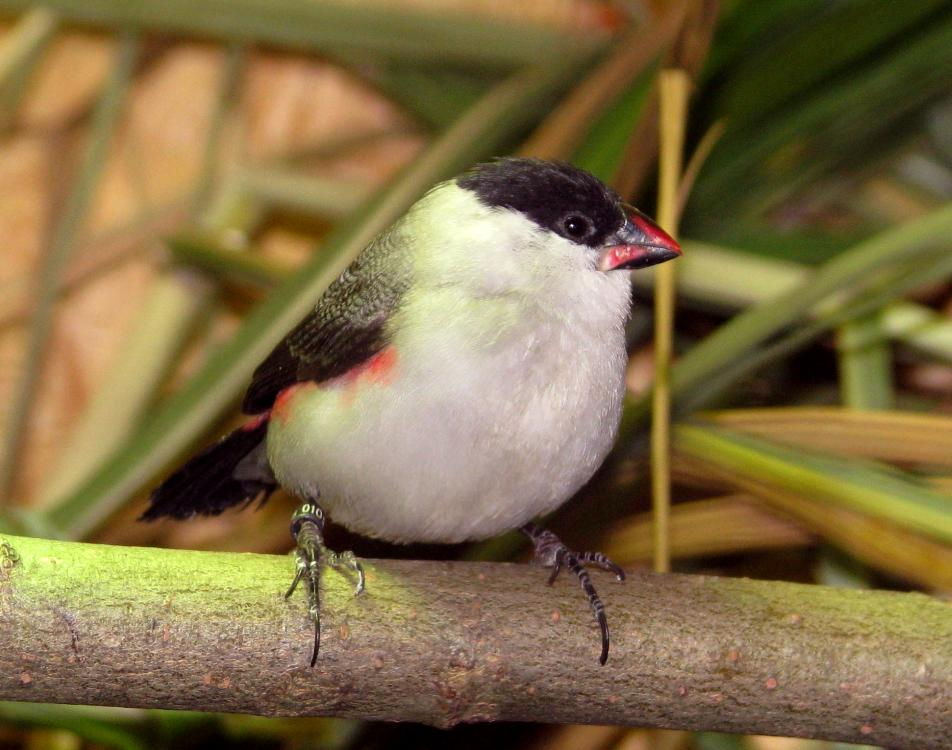

Nonnenastrilde wurden erstmals 1935 im Auftrag der Zoological Society of London nach London eingeführt. Im gleichen Jahr gelangten auch einige Vögel dieser Art nach Deutschland. Seit etwa 1960 gelangen sie in kleinerer Zahl in den Handel. Erst kurz vor dem Wechsel ins 21. Jahrhundert wurden sie in größerer Zahl eingeführt. Nonnenastrilde haben einen hohen Lichtbedarf und müssen bei einer Haltung in Innenvolieren zusätzlich mit einer künstlichen UV-Quelle bestrahlt werden, um ein Kahlwerden der Vögel zu verhindern.

## Belege

### Einzelbelege
1. ↑   Nicolai et al., S. 261 und S. 262.